# Niasana ruberrima
Niasana ruberrima là một loài bướm đêm thuộc phân họ Arctiinae, họ Erebidae.